# Acallodes lysimachiae
Espèce
Acallodes lysimachiae est une espèce d'insectes coléoptères de la famille  des Curculionidae.

## Systématique
Le nom scientifique complet (avec auteur) de ce taxon est Acallodes lysimachiae Fall, 1913.